# تنگ‌تلخ شمیلان
تنگ‌تلخ شمیلان، روستایی از توابع بخش مرکزی شهرستان رامهرمز در استان خوزستان ایران است.

## جمعیت
این روستا در دهستان ابوالفارس قرار دارد . براساس سرشماری مرکز آمار ایران در سال ۱۳۸۵، جمعیت آن ۷۶ نفر (۱۴خانوار) بوده‌است.